# ماریا کومننه، ملکه اورشلیم
ماریا کومننه، ملکه اورشلیم (انگلیسی: Maria Komnene, Queen of Jerusalem; ح. ۱۱۵۴ – ۱۲۰۸/۱۲۱۷)، زن دوم امالریک یکم و مادر ایزابلا، ملکه اورشلیم بود.